# Franz Roilo
Franz Roilo (* 9. Juni 1907 in Innsbruck; † 16. Oktober 1977 ebenda) war ein österreichischer Bildhauer.

## Leben
Der Sohn des Bäckermeisters Vinzenz Roilo besuchte die Gewerbeschule in Innsbruck und arbeitete ein Jahr im Atelier des Bildhauers Em. Holzinger. Ab 1931 hatte er sein eigenes Atelier in der Pradler Straße und schuf Skulpturen, Grabmäler und Gartenplastiken, die zum Teil kubisch vereinfacht sind. Er war auch als Restaurator, unter anderem an der Dreiheiligenkirche und der Triumphpforte, tätig.

## Auszeichnungen
- Preis der Landeshauptstadt Innsbruck für künstlerisches Schaffen, 2. Preis Bildhauerei, 1958[6]

## Werke

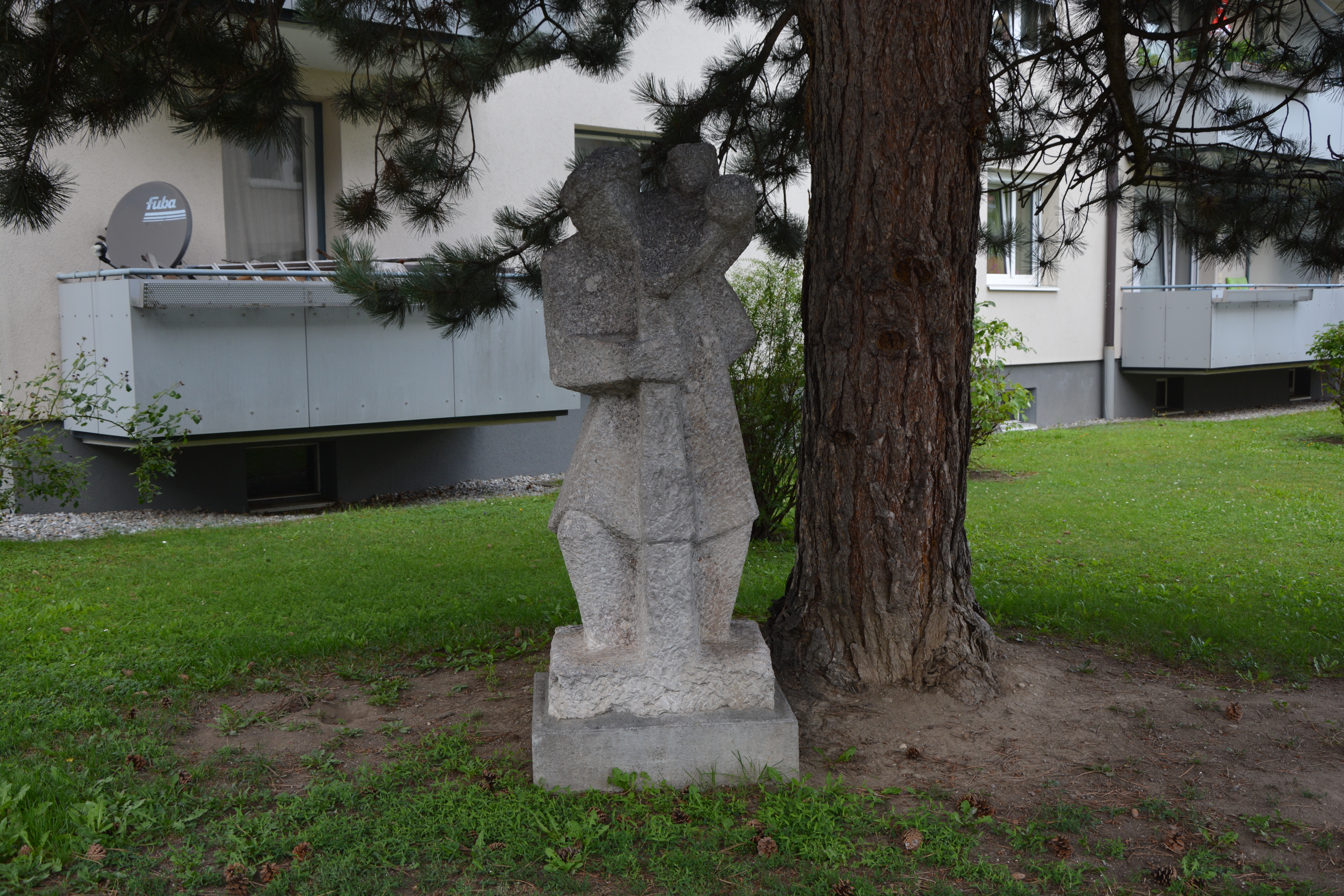
Hl. Christophorus, Friedenssiedlung, Lienz (1965)

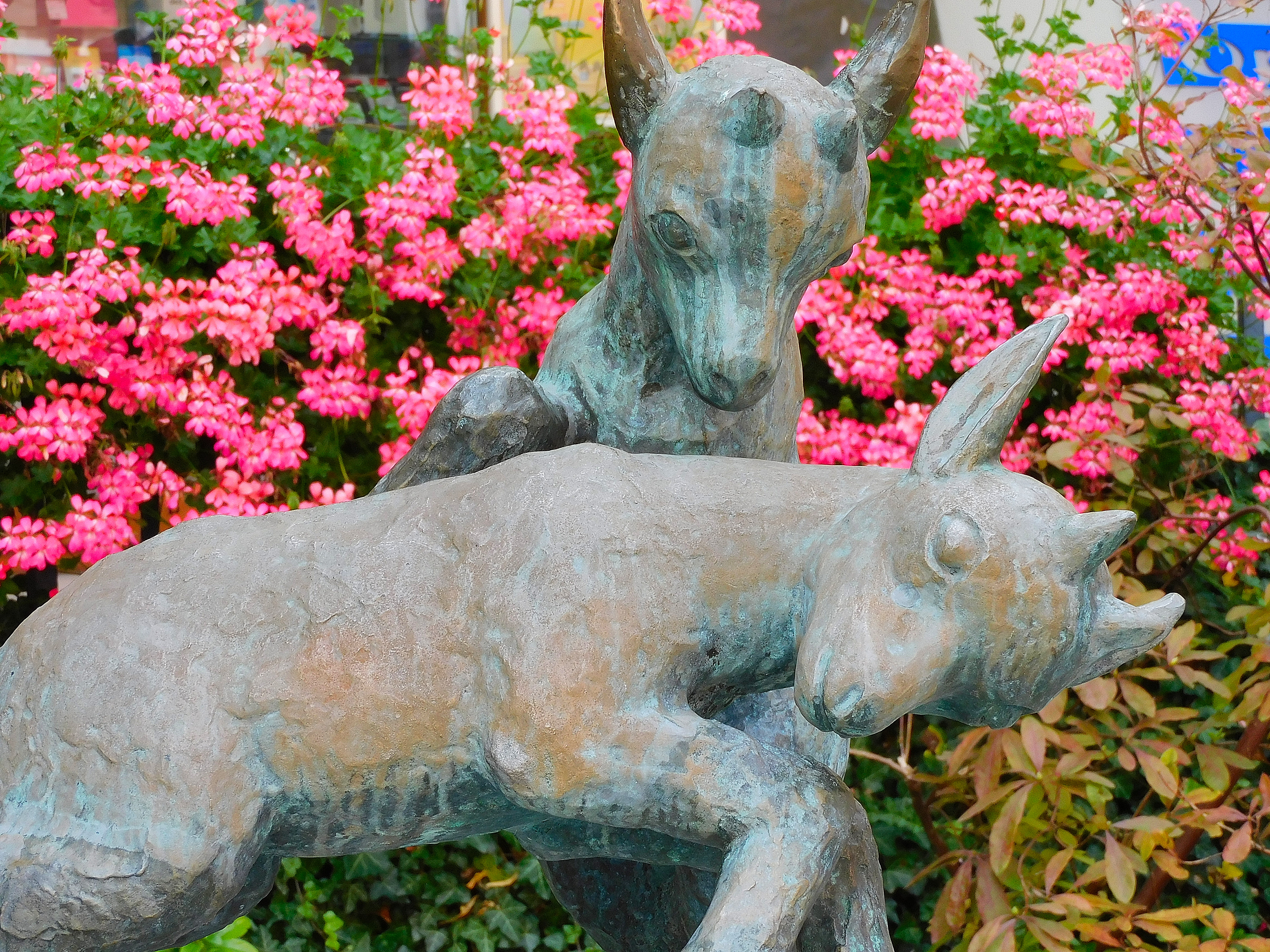
Spielende Kitze, Brunnen beim Ritzerhaus, Kitzbühel (1972)

- Holzskulpturen hl. Augustinus und hl. Norbert, Sakristei der Pfarrkirche Pradl, 1936[2]
- Stuckplastiken im Langhausgewölbe, Johanneskirche Imst, 1954–1956[7]
- Bronzerelief Franz Reisch, Rathaus Kitzbühel, 1959
- Kreuzwegstationen, Pfarrkirche Rinn, 1959[8]
- bekrönender Engel auf der Kanzel, Spitalskirche, Innsbruck, 1962[9]
- Kopien der Reliefs am Goldenen Dachl, 1969[10]
- Kopie der Immaculata auf der Annasäule, 1956[11]
- Kalksteinstatuette der hl. Katharina, Katharinenbrunnen, Kitzbühel, 1960[12]
- Marmorskulptur Eisbär, Freibad Tivoli, 1960/61[13]
- Bronzeskulpturen zwei Kitze, Brunnen beim Ritzerhaus, Kitzbühel, 1962[14]
- Freiskulpturen Zwei Störche, hl. Christophorus, Eidechsen, Friedenssiedlung, Lienz, 1965[15][16][17]
- Brunnenfigur Hl. Martin mit dem Bettler, Martinsbrunnen, Aldrans, 1970[3]
- Bronzeskulptur, Denkmal für Josef Marberger, Silz, 1971[18]